# Ivan Gesjov

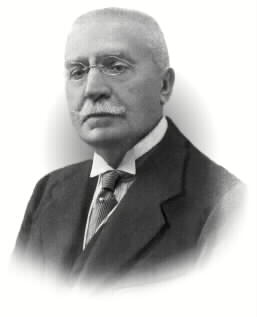
Ivan Gesjov.

Ivan Evstratiev Gesjov (Иван Евстратиев Гешов), född 20 februari 1849 i Plovdiv, död 11 mars 1924 i Sofia, var en bulgarisk politiker.
Gesjov studerade i Storbritannien, av vars kultur han tog starka intryck, blev efter Östrumeliens bildande 1879 president i dess lantdag och var senare under en tid finansdirektor där. Efter dess förening med Bulgarien avslöt Gesjov som Bulgariens representant freden med Serbien i Bukarest i mars 1886. 
Efter furst Alexanders abdikation i september samma år blev Gesjov, trots sin ryssvänlighet, finansminister i Vasil Radoslavovs ministär, men avgick efter en tid. Såsom tillhörande oppositionen mot Stefan Stambolov blev han efter dennes fall 1894 åter finansminister i Konstantin Stoilovs kabinett, ur vilket han utträdde 1897. 
Gesjov blev 1906 agent hos turkiska regeringen, och dess uraktlåtenhet att inbjuda honom till en diplomatisk middag, ett steg, som avsåg att understryka Bulgariens vasallställning och besvarades med hans återkallande, inledde i september 1908 den kris, som ledde till Bulgariens självständighetsförklaring. 
Gesjov, som var från 1901 ledare för narodnjakernas konservativa parti, blev i mars 1911 ministerpresident och utrikesminister, tog 1912 så livlig del i bildandet av Balkanförbundet, att han betecknats som dess egentliga "själ", och ledde Bulgariens politik under första Balkankriget 1912–13. Då han ej ville göra sig delaktig i den intransigenta politiken mot Bulgariens allierade Serbien och Grekland, begärde han i slutet av maj 1913 sitt avsked, som beviljades i början av juni (strax före andra Balkankrigets utbrott). Han tillhörde de politiker, som 1915 avstyrkte Bulgariens deltagande i första världskriget. 
Gesjov framträdde även som skönlitterär och social skriftställare och skildrade sin premiärministertid i L'alliance Balkanique (1915).